# ネコなび
『ネコなび』は、2005年31号から2007年36･37合併号まで『週刊少年サンデー』で連載されていた漫画。作者は杉本ペロ。基本的に巻末に掲載されていた。
「猫を題材にしたショートギャグ」から始まり、杉本の愛猫「姫（メス）」との日々を描く実録漫画・「何らネコと関係がなさそうで、関係ありそうな漫画」・「今週の姫ちゃん（きょうのひめちゃん）」など、毎週のごとく方向性を変化させながら連載されるのが特徴。
単行本の1巻が発売されたが、猫の写真集コーナーに置かれる事を狙い大判となっているため、通常サイズのコミックス売り場には置いていないことがある。

## 登場人物

### 実録
杉本ペロ
この漫画の作者で主人公。『ダイナマ伊藤!』の頃から自画像として使っている緑の犬のような姿で登場している。連載するにあたり、猫を飼うことにし、ペット可の物件に引越しした。ホームページがある。漫画の4ページ目では姿が変わったりした。ネコのナビのかわりにゲームをナビしたこともある。
野球の巨人が好きで巨人の帽子ときつねのようなお面をしてマントをした姿で登場したりした。漫画の中で『ダイナマ伊藤!』のムガトラがゲストで何度か出たりした。
2008年から実家に引っ越すか悩んでいる。4コマのネコβマックスは杉本ペロのホームページに移転した。毎日杉本ペロ自身の漫画ペロデーを更新するのを心がけており、そこで姫とジャイロの写真が見られる。
姫
杉本ペロの愛猫。姫ちゃんとちゃん付けされている。スコティッシュフォールドの♀でペットショップで15万円で売られていた。単行本（1巻）の表紙に実物の写真が載っている。漫画にも載ったが姫を呼ぶと足をもたもたするという芸を持っている。
姫のお婿だったジャイロとの相性が悪いのが原因でてんかんの発作を起こす。避任手術をすることになったが中断になり、お腹の毛が剃られた跡が残った。なお、姫は作中でだんだん太り、腹がメタボ腹になった。ちょっと上から見るとタンタンタヌキンのタヌキンのようで横から見るとまるで子供でも入っているかのように出っ張っていた。
連載終了後も姫の様子は作者のホームページに掲載されていたが、肝臓に異常があったらしく、徐々に食欲を無くし、体調不良を気にした作者の処置で動物病院入院するも、入院13日後に呼吸不全で2011年7月20日に永眠した。
ジャイロ
杉本ペロが姫のお婿としてネット販売で買った。アメリカンショートヘアの♂で単行本（2巻）の表紙に実物の写真が載っている。姫との子供を産む前に漫画が終わってしまった。
その後子作りに踏み切れぬまま、姫にてんかん発作が発覚し結局ジャイロとの相性が悪いのが原因らしく引き離すことになる。2008年現在ジャイロは杉本ペロの実家に預けられ、2010年に杉本ペロの元に戻る。
近藤（こんどう）
ネコなびの初代担当。「甘いマスクの近藤」の異名を持つ。『ネコなび』のタイトルを付けた本人で、本人曰く編集長に土下座して新連載の許可をもらった。過去に連載されていた『私の竜も見てください!』にも登場している。
國友（くにとも）
2代目担当。週刊ポストから舞い降りた刺客。当初、ペロが顔を覚えきれていないということでシルエットの状態だった。
オリエンタルラジオの二人を足して2で割った顔らしい。一時期ちゃんと顔が描かれるが、やはりめんどくさいという事で再びシルエットに。彼が編集担当をしている時に4コマが消えた。
梅原（うめはら）
3代目担当。やはりシルエットだが國友と違い、ベタが塗っていない。また、新人ということで顔にNEWと描かれてある。途中から髪の毛が追加されたが、逆にヅラっぽくなってしまった。

### 4コマ漫画のキャラクター
当初連載されていた4コマ漫画に登場していた架空のキャラクター達。この4コマは第36話から何の前触れもなく消滅。
ハ/八兵衛（はちべえ）/村山富市（むらやまとみいち）
ハの字眉毛が特徴の白い猫。捨て猫で当初タブチと一緒に拾われるのを待っていたが、おじさんに拾われる事になる。「ハ」という名前はタブッチが付けたものだが、本人は気に入っておらず、ハっちと呼んで欲しいと思っている。「ハ」という名前はタブチ自身、途中で飽きたらしく以後、村山富市と呼ぶようになる。おじさんに飼われてからは、八兵衛と名づけられ、またしてもハっちとは呼んでもらえなかった。
連載の途中から飼い主のおじさんがエサ代も払えないほどの貧困状態に陥り、家出をすることに。その後おじさんの家に戻ってきたときは嫁と4匹の子供ができていた。当初はごく普通の性格でツッコミ役だったが、嫁が出来て以降は子供ほったらかしで嫁といちゃいちゃするようなダメオヤジになってしまった。
尾寺山（おじ さん）
おじさんという名前のおじさん。八兵衛の飼い主。留守番デカを作るために1ヶ月会社を無断欠勤してクビになり、妻のよし子にも逃げられるという悲惨な過去を持つ。誰に対しても敬語で話し、語尾に「～な」をつけるのが口ぐせ。趣味は日記で、小学三年生の時から書いている。
立派なマンションに建て増しされた木造のボロ家に住んでいるが、家賃は滞納している。
無職で、家具が一つもない家などを見るとかなり貧乏なはずだが、甲子園の砂を18万円で買ったりするなど妙な所で大金を使う。それが災いして金欠になり、道草を食べて飢えをしのぐ等、かなり過酷な生活をするようになる。
タブッチ/まだら
ブチ模様の猫。八兵衛と一緒に捨て猫生活を送っていたが、しのぶに拾われる。しのぶには「まだら」と命名されるが、本人は認めていない。スケベ猫で常におっぱいの話をしている。何故か猫でなく、人間の女性が好き。
後にブチ模様は実は体の汚れで、本当は真っ白な猫であることが発覚（本人も知らなかった）したが、そのせいでしのぶに気持ち悪いと言われ、再び捨てられる。一時期おじさんに拾われるが、すぐに出ていき、今はテントで生活している。
名前の由来は田淵幸一。
井川忍（いがわ しのぶ）
タブチのかつての飼い主。井川三姉妹の長女で銀行員。おじさんの住んでるマンションの家主でもある。一見普通の女性だが、趣味は忍者活動で家の中では忍者の格好をしており、忍者衣装のまま風呂に入ったり、立ったまま寝るなどかなり行動も非常識。
ハナっち
八兵衛の妻。頭に花が咲いている。
ヤマダ/おっぱい
八兵衛の子。繋がり眉毛を除けば性格も見た目も初期の八兵衛と似ている。好奇心旺盛で勝手に散歩に出、ハナっちを困らせた事も。散歩の途中でホームレス状態のタブチに出会い、「おっぱい」と命名される。猫なのに何故か一人で電車に乗った事がある。
兄弟に海苔眉毛の「ノリキチ」、ハの字眉毛の「八兵衛ジュニア」、メス猫の「よし子」がいる（いずれもおじさんが命名）が、作中ではほとんど登場しない。
レッド
世界最強の赤い猫。車より速く、ヤンキーより強い。八兵衛の憧れの人物。

## 単行本
杉本ペロ 『ネコなび』 小学館、全2巻
- 第1巻 2006年11月18日発売 ISBN 978-4-09-120715-9
- 第2巻 2007年11月23日発売 ISBN 978-4-09-121263-4

第1巻は「21cm×14.8cm」とA5サイズ。
第2巻は「ネコなび ペロっとまるごとネコぶっく」と題して、少年サンデーコミックススペシャルとして出版された。